# Кредитное страхование
Кредитное страхование — это виды страхования от рисков, связанных с кредитными отношениями. Участниками кредитных отношений могут быть банки, физические и юридические лица. Для защиты от различного рода кредитных рисков существуют различные разновидности кредитного страхования.

## Страхование ответственности заёмщика за непогашение кредита
Эта форма кредитного страхования была наиболее востребована в России в 1990-е годы. Страхователем являлся заёмщик. Объектом страхования выступала ответственность заёмщика перед банком, выдавшим кредит, за своевременное и полное его погашение, включая проценты. Данный вид страхования использовался как гарантия возврата кредита.
Договор страхования заключался на срок действия кредитного договора. Договором предусматривалось, что в случае непогашения кредита в установленные сроки страховщик выплачивает банку до 90 % (размер франшизы - от 10% и выше - определялся условиями договора страхования) от задолженности клиента перед банком, включая проценты. После вступления 1 марта 1996 года в силу нового ГК РФ (Глава 48 — «Страхование») этот вид страхования был запрещен — в соответствии с п. 1 ст. 932 ГК РФ страхование ответственности за нарушение договора возможно только в случаях, предусмотренных законом. Страхование ответственности заёмщика за невозврат кредита никакими законами не предусмотрено и в настоящее время этот вид страхования полностью прекратил своё существование.

## Страхование риска непогашения кредита
Данный вид кредитного страхования предназначен для защиты интересов кредитного учреждения. Страхователем выступает банк. Объектом страхования выступает риск непогашения со стороны заёмщика.
Договор страхования заключается как на отдельные кредиты, так и на весь портфель кредитных договоров. Страховая сумма устанавливается исходя из общей суммы задолженности вместе с процентами. Предел ответственности страховщика за невозврат кредита устанавливается в диапазоне от 50 до 90 % суммарной задолженности заёмщиков.

## Страхование на случай смерти заёмщика
Данный вид страхования имеет целью защитить интересы кредитора в случае смерти заёмщика или лица, оформившего покупку в кредит.
Обычно банк или ссудная касса, выдавая кредит, страхуют лицо, получившее ссуду. Если застрахованный умирает, не успев погасить ссуду, то задолженность покрывается за счёт страхового возмещения.

## Страхование залога
Страхование залога присутствует во всех формах кредитования, когда в качестве обеспечения кредита используется залоговое имущество.
Необходимость страхования предмета залога обусловлена возможностью его повреждения или уничтожения. Поэтому страхование залогового имущества является обязательным условием кредитного договора. Страхование залогового имущества осуществляется за счёт средств заёмщика.
Существует несколько схем подобного страхования:
1. Страхователем и выгодоприобретателем по договору страхования является банк-кредитор. Уплата страховой премии осуществляется банком, однако эти затраты входят в стоимость кредита.
2. Страхователем и выгодоприобретателем по договору выступает заёмщик. Для того, чтобы не потерять контроль над процессом уплаты страховой премии и/или получения страхового возмещения банк обязывает страхователя все взносы и выплаты осуществляются путём перечисления средств со счёта заёмщика в банке-кредиторе.
3. Страхователем по договору является заёмщик, выгодоприобретателем — банк-кредитор. Это традиционная схема, которая используется в большинстве случаев.

## Страхование в системе ипотечного кредитования
Страхователем при ипотечном кредитовании выступает заёмщик кредитных средств, а выгодоприобретателем — банк-кредитор в части, равной задолженности заёмщика по кредитному договору.
Страхуемыми рисками по договору страхования выступают:
- Риски гибели, уничтожения, утраты, повреждения имущества;
- Гражданская ответственность залогодателя перед третьими лицами в связи владением недвижимым имуществом, находящимся в залоге;
- Риск смерти, потери трудоспособности залогодателя;
- Риск потери права собственности на залоговое имущество[1].

Государственным агентством, занимающимся развитием всех видов ипотечного страхования и перестрахованием страховых договоров такого рода, в России является страховая компания АИЖК.

## Страхование экспортных кредитов
Данная разновидность кредитного страхования осуществляется в экспортно-импортной деятельности предприятий. При заключении резидентом договора о сотрудничестве с нерезидентом по экспорту (импорту) товаров между странами, возникает вопрос об уровне платежеспособности партнёра. В этом случае нерезидент обращается в кредитно-страховую компанию для оценки рисков неплатежа со стороны резидента.
Согласно общепринятой мировой практике, риск неплатежа при проведении международных торговых операций, осуществляющихся с отсрочкой платежа между иностранными экспортерами и местными импортирующими предприятиями, подлежит обязательному кредитному страхованию.
В этой связи иностранные контрагенты — экспортеры, являющиеся производителями либо дистрибьюторами, обращаются в одну из кредитно-страховых корпораций (крупнейшие КСК: Euler Hermes, Atradius, Coface, GIEK , MEHIB, EDC, ONDD и др.) в стране своей инкорпорации с целью получения страхового полиса и необходимого страхового покрытия для осуществления соответствующих торговых операций в полном объеме, учитывая запрос импортирующего предприятия.
Прежде всего, для принятия такого решения кредитно-страховая корпорация осуществляет сбор информации о контрагенте-импортере. Для проведения такой проверки кредитно-страховые корпорации используют специальные проверенные информационно-рейтинговые агентства в стране инкорпорации компании-импортера.